# Wald (Oberpfalz)
Wald (Oberpfalz) este o comună din landul Bavaria, Germania.